# Heidi Metzger
Heidi Metzger  ist eine ehemalige deutsche Radrennfahrerin.
1987 wurde Heidi Metzger deutsche Meisterin der Mädchen im Straßenrennen. 1990 und 1991 errang sie den deutschen Meistertitel im Straßenrennen der Frauen. 1990 belegte sie bei Rund um den Henninger Turm Platz drei. 1988 startete sie bei der Tour Cycliste Féminin, 1990 und 1991 bei UCI-Straßen-Weltmeisterschaften.